# Giacinto Sertorelli
Giacinto „Cinto“ Sertorelli (* 1. Januar 1915 in Bormio; † 28. Januar 1938 in Garmisch-Partenkirchen) war ein italienischer Skirennläufer. Er ist zweifacher Medaillengewinner bei Skiweltmeisterschaften.

## Biografie
Sertorelli kam als siebtes von elf Kindern des Costante Sertorelli zur Welt. Mit Begeisterung folgte er der Leidenschaft seiner älteren Brüder für den Skisport: Erminio nahm als Langläufer an den Olympischen Winterspielen 1932 teil, Stefano war Mitglied der italienischen Militärpatrouillenmannschaft. Im Alter von fünf Jahren stand er erstmals selbst auf Skiern und bestritt erste Abfahrten.
1931 gewann er bei den italienischen Nachwuchsmeisterschaften in Asiago den Slalom und erntete den Beifall der anwesenden Techniktrainer. Beim Wechsel in den Seniorenbereich entschied er sich jedoch, sich auf den Abfahrtslauf zu fokussieren. Zu dieser Zeit lernte er den österreichischen Trainer Leo Gasperl kennen, der in Claviere die besten Abfahrer Italiens um sich geschart hatte. Er erkannte Sertorellis Talent und wurde sein Förderer.
Im Vorfeld der Olympischen Winterspiele 1936 in Garmisch-Partenkirchen, wo erstmals alpine Wettbewerbe auf dem Programm standen, gingen die italienischen Skifahrer nach Sestriere. Dort setzte sich Sertorelli in der mannschaftsinternen Qualifikation durch. Im olympischen Rennen hatte er die Abfahrt auf Platz 9 beendet. Im Slalom am Gudiberg sah es lange Zeit nach einem Spitzenplatz für ihn aus. Beim Versuch, einem vor ihm gestürzten bulgarischen Läufer auszuweichen kam er aber selbst zu Fall. Er rettete sich ins Ziel und wurde am Ende Neunter. In der Kombinationswertung belegte er Rang 7.
Zwei Wochen später musste er sich bei den Skiweltmeisterschaften in Innsbruck in der Abfahrt nur dem Schweizer Rudolf Rominger geschlagen geben. Bei der Rückkehr wurde er in seinem Heimatort Bormio mit großem Applaus empfangen. Im darauffolgenden Winter nahm Sertorelli an 16 internationalen Rennen teil. 12 gewann er, zweimal wurde er Zweiter. Bei den Weltmeisterschaften in Chamonix wiederholte er seinen Erfolg aus dem Vorjahr und gewann hinter dem Franzosen Émile Allais wiederum die Silbermedaille.
Anlässlich der internationalen Skiwoche in Garmisch-Partenkirchen im Januar 1938 nahm er am Kandahar-Rennen teil. Auf vereister Strecke lag er zur Zwischenzeit an erster Stelle. An der steilsten Stelle kam er beim Versuch, einen unmarkierten Buckel zu umfahren, von der Piste ab und fuhr gegen einen Baum. Dabei zog er sich schwere Verletzungen zu, denen er am Morgen des 28. Januar 1938 im Krankenhaus erlag. An seiner Beerdigung nahm unter anderem der italienische Kronprinz Umberto II. teil.

## Erfolge

### Olympische Spiele
- Garmisch-Partenkirchen 1936: 7. Kombination

### Weltmeisterschaften
- Innsbruck 1936: 2. Abfahrt, 5. Kombination, 10. Slalom
- Chamonix 1937: 2. Abfahrt

### Sonstiges
- italienischer Meister im Slalom 1936